# IC 3255
IC 3255 је спирална галаксија у сазвјежђу Дјевица која се налази на листи објеката дубоког неба у Индекс каталогу.
Деклинација објекта је + 9° 38' 56" а ректасцензија 12h 23m 34,8s. Привидна величина (магнитуда) објекта IC 3255 износи 14,2 а фотографска магнитуда 15,0. IC 3255 је још познат и под ознакама CGCG 70-40, VCC 649, 8ZW 185, triple system, PGC 40241.